# Guarani oriental boliviano
O guarani oriental boliviano (falado no sudoeste de Santa Cruz, centro-leste de Tarija, sudeste de Chuquisaca), conhecido localmente como Chawuncu ou Chiriguano, é um dialeto da língua guarani falado principalmente na Bolívia. Na Argentina é conhecido como guarani ocidental argentino, enquanto que no Paraguai é conhecido como como ñandeva.
No ano de 2000 havia 33 670 falantes na Bolívia, principalmente na área centro-sul do rio Parapetí e na cidade de Tarija. Na Argentina há aproximadamente 15 000 falantes, principalmente nas províncias de Formosa e Salta. Na região do Chaco há 304 falantes. Possui três variantes: tapieté, izoceño e chané.